# بوغاتي ديفو
يوغاتي ديفو هي سيارة رياضية متوسطة المحرك تركز على حلبات السباق تم تطويرها وتصنيعها بواسطة شركة بوغاتي. سميت السيارة على اسم سائق السباقات الفرنسي ألبرت ديفو، الذي تسابق لصالح بوغاتي في عشرينيات القرن الماضي وفاز بسباق تارغا فلوريو مرتين.

## المواصفات
السيارة مستوحاة من بوغاتي طراز 57 جنبًا إلى جنب مع مفهوم Bugatti Vision Gran Turismo من حيث التصميم وأداء المسار هو محور تركيزها الرئيسي. تشتمل السيارة على نظام عادم معاد تصميمه يتميز بأنابيب عادم رباعية، وجناح خلفي ثابت بعرض 1.8 متر (أعرض بنسبة 23٪ من الجناح القابل للسحب في بوغاتي شيرون، وقناة NACA على السقف تنقل الهواء إلى الجزء الخلفي من السيارة على مركز مركزي. زعنفة وفي النهاية على الجناح الخلفي لتحسين القوة السفلية، وجناح أمامي كبير بالذقن، وحواف جانبية أكثر دقة، ومآخذ هواء أكبر في المقدمة، ومصابيح أمامية وخلفية جديدة، وفتحة تهوية في غطاء المحرك لتحسين تبريد الرادياتير وفتحات تهوية في المقدمة أقواس العجلات لتبريد الفرامل.
يشبه التصميم الداخلي لديفو نسبيًا سيارة شيرون الأكثر فخامة، ولكن بها تنجيد Alcantara وألياف الكربون أجل توفير الوزن.
تشمل التغييرات الملحوظة الأخرى نوابض ومخمدات أكثر صلابة، وشفرات ممسحة من ألياف الكربون وغطاء مبرد داخلي، ومكبرات عجلات محززة، وعزل صوت منخفض، ونظام صوت أخف، وإزالة خزانات التخزين الموجودة في الأبواب والكونسول الوسطي لتوفير الوزن بمقدار 35 كـغ (77 رطل) على Chiron Sport. يتم الاحتفاظ بالمحرك، وهو وحدة W16 رباعية الشاحن التوربيني، من شيرون جنبًا إلى جنب مع ناقل حركة مزدوج القابض بسبع سرعات.

## الأداء
السيارة أسرع بـ 8 ثوانٍ من شيرون في مضمار الاختبار Nardò وفقًا للشركة المصنعة وتولد 456 كـغ (1,005 رطل) من القوة السفلية بأقصى سرعة، 90 كـغ (198 رطل) أكثر من شيرون. ومع ذلك، تم تقليل السرعة القصوى إلى 236 ميل/س (380 كم/س)، بسبب السحب الإضافي الناتج عن العناصر الديناميكية الهوائية وبسبب الضغط المفرط على الإطارات الناتج عن ارتفاع الركوب المنخفض. لم يتغير خرج الطاقة من شيرون، مع 1,103 كيلوواط (1,500 PS؛ 1,479 حصان) عند 6700 دورة في الدقيقة و 1,600 نيوتن لكل متر (1,180 رطل·قدم) من عزم الدوران من 2000 إلى 6000 دورة في الدقيقة. التسارع من 0–100 كيلومتر في الساعة (0–62 ميل/س) لم يتغير أيضًا من شيرون في 2.4 ثانية ولكن ديفو لديه تسارع جانبي أعلى (1.6 جم مقابل 1.5 جم في شيرون). تفتقر ديفو إلى وضع السرعة القصوى غير المقفل بمفتاح خاص موجود في شيرون. تملك ديفو سجل أسوأ كفاءة في استهلاك الوقود.

## الإنتاج
اقتصر إنتاج السيارة على 40 وحدة وسيتم تصنيع السيارة جنبًا إلى جنب مع شيرون في مصنع بوغاتي. تم بيع جميع السيارات الأربعين مسبقًا قبل الظهور العام لمالكي شيرون من خلال دعوة خاصة من التجار. بيعت السيارة في أول يوم من توافرها. في أبريل 2020، دخلت السيارة مرحلتها النهائية من الاختبار مع بدء عمليات التسليم في وقت لاحق من العام. تم إنتاج آخر وحدة في 23 يوليو 2021.